# Hatkopoltyús szürkecápa
A hatkopoltyús szürkecápa (Hexanchus griseus) a porcos halak (Chondrichthyes) osztályának szürkecápa-alakúak (Hexanchiformes) rendjébe, ezen belül a szürkecápafélék (Hexanchidae) családjába tartozó faj.
Nemének a típusfaja.

## Előfordulása
A hatkopoltyús szürkecápa világszerte előfordul. Egyaránt megtalálható a trópusi és mérsékelt övi vizekben. Az Atlanti-óceán nyugati felén, az Amerikai Egyesült Államokbeli Észak-Karolinától és Floridától, a Mexikói-öblön keresztül, Argentína északi részéig lelhető fel; míg ugyanez óceán keleti felén az elterjedése Izlandtól és Norvégiától egészen Namíbiáig tart - belefoglalva a Földközi-tengert is. Az Indiai-óceánban az előfordulása a Dél-afrikai Köztársaságtól, Madagaszkártól és Mozambiktól egészen az Arab-tengerig tart. A Nyugat-Csendes-óceánban Új-Zéland, Japán és Hawaii között található meg, míg eme óceán keleti felén, az elterjedési területe az Aleut-szigetek, Alaszka, a Kaliforniai-félsziget, Mexikó és Chile vizeiben van.

## Megjelenése
Az átlagos testhossza 300 centiméter, de 400-482 centiméteresre is megnőhet. Legfeljebb 590 kilogrammos. Robusztus testfelépítésű és széles fejű cápafaj, melynek amint neve is mutatja 6 pár kopoltyúja van; a kopoltyúnyílások nagyon hosszúak. Testszíne a háti részen barna vagy szürke, a hasi részen világosabb; az oldalain egy-egy halvány csík fut. Az uszonyok szegélye fehér. A farok alatti uszonya jóval rövidebb, mint a hátuszonya. Az élő példány szeme zöldesen fluoreszkál. A szájában 6 fogsor található; a fogak élesek és fésűalakúak.

## Életmódja
Főleg szubtrópusi cápafaj, mely a 25°C-os vízhőmérsékletet kedveli. 1-2500 méteres mélységek között mozog, de általában 180-1100 méter mélyen tartózkodik. A kontinentális selfterületek és a vízalatti sziklaszirt oldalak lakója. A fiatal példányok part közelebbiek, míg az idősebbek mélytengeriek. A tápláléka egyéb cápákból, rájákból, tengerimacska-alakúakból, csontos halakból, kalmárokból, rákokból, krillszerű lényekből, fülesfókafélékből és dögökből állhat.

## Szaporodása
Ál-elevenszülő cápafaj, vagyis kölykei a méhében kelnek ki. A nőstény testében 22-108 kis cápa is lehet.

## Képek

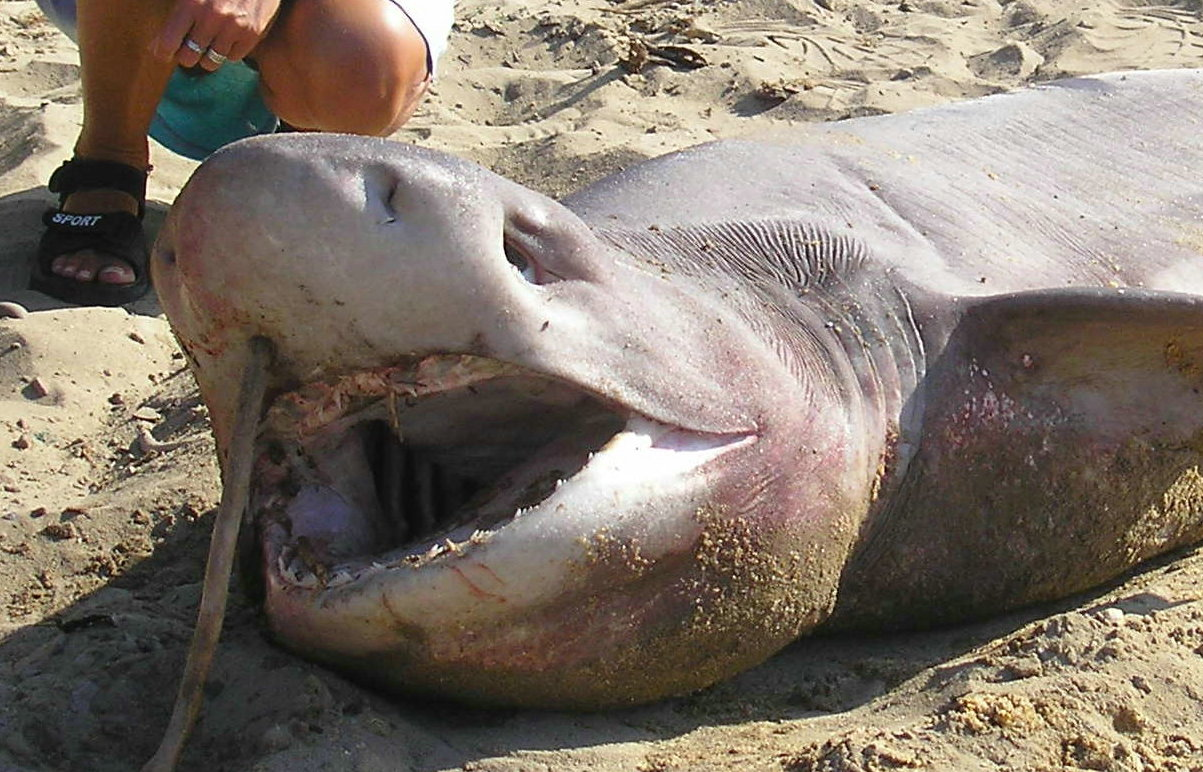
A feje közelről
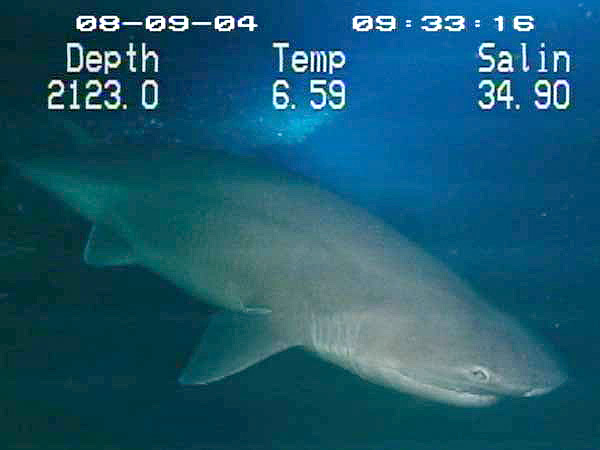
A természetes élőhelyén
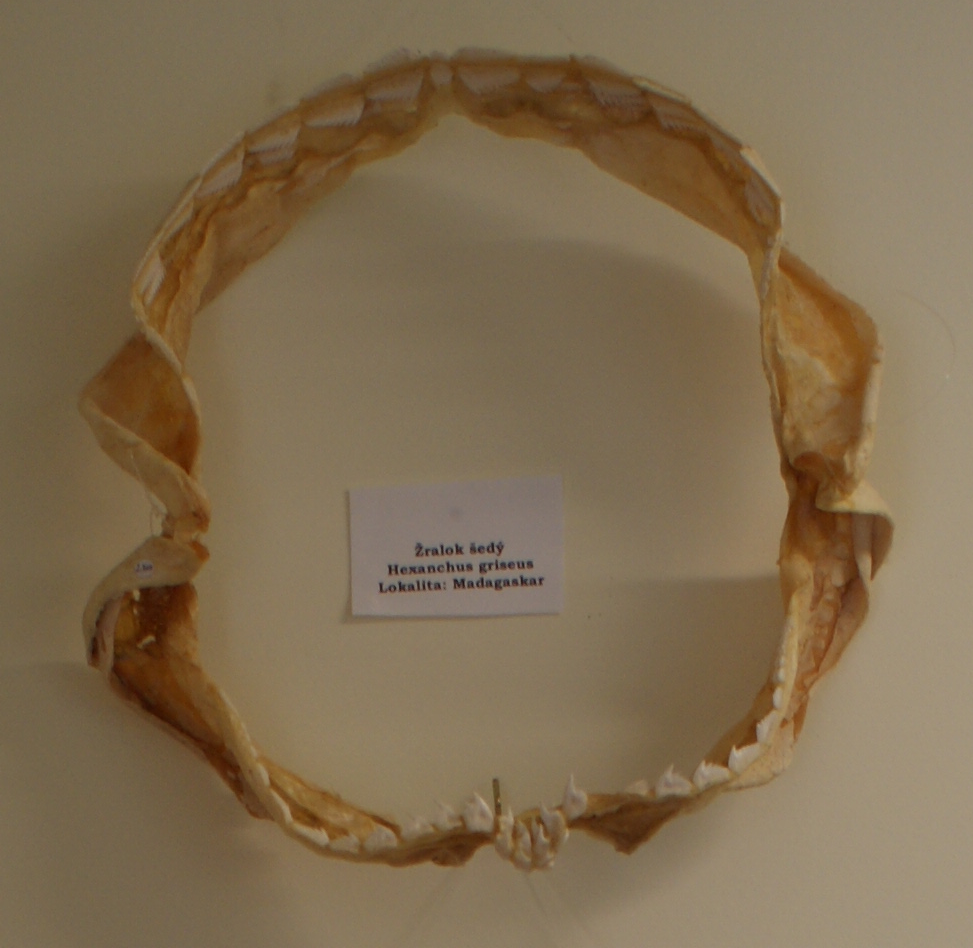
Az állkapcsa
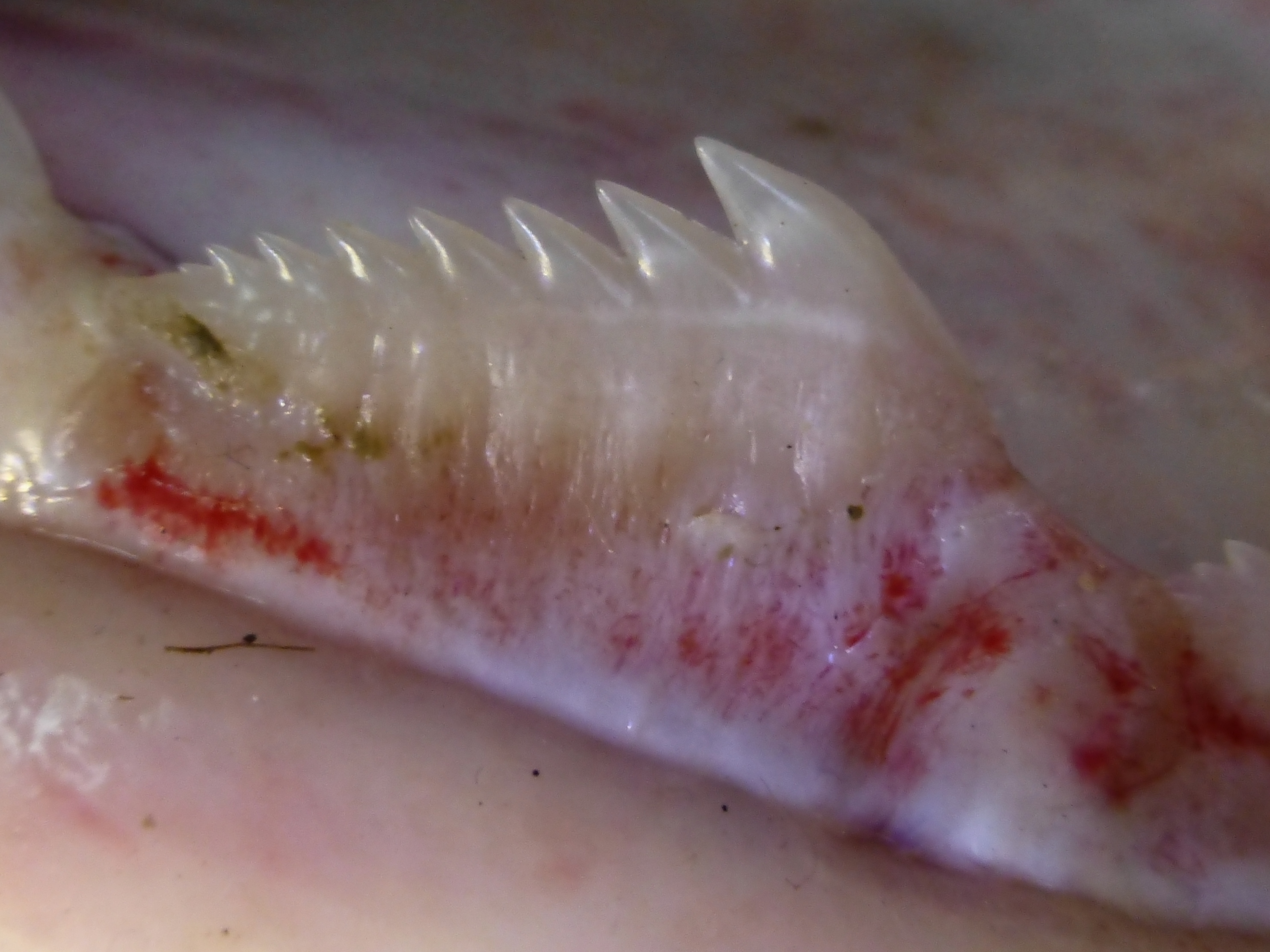
és fogai